# Prenez vos désirs pour des réalités

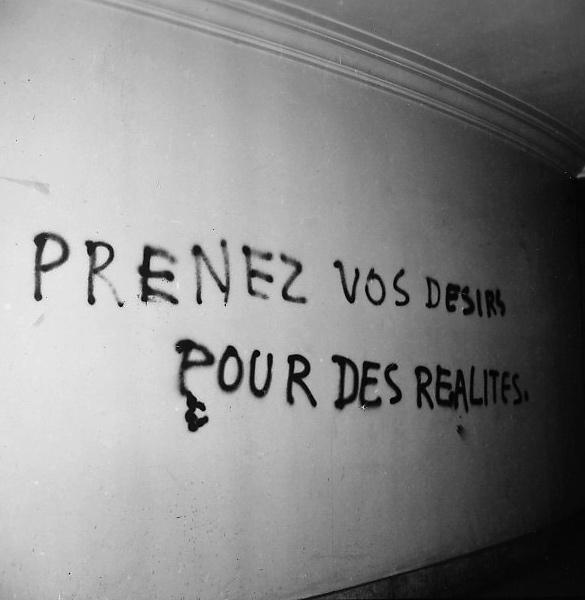
Grafiti en La Sorbona, 1968.

Prenez vos désirs pour des réalités («Toma tus deseos por realidades») fue un famoso eslogan en Francia durante las protestas de mayo de 1968. Otras versiones son: 
- Prenez vos désirs pour la réalité![3]
- Je prends mes désirs pour la réalité car je crois en la réalité de mes désirs[4][5]
- Désirer la réalité, c’est bien ! Réaliser ses désirs, c’est mieux![6]
- Ceux qui prennent leurs désirs pour des réalités sont ceux qui croient à la réalité de leurs désirs[7]

Según el sociólogo Claude Fischler, Prenez vos désirs pour des réalités refleja la dimensión utópica de las manifestaciones, y en estas  fue una de las consignas más conocidas.

## Origen
La frase tiene origen en la agrupación revolucionaria Les Enragés, creada en febrero de 1968. Participaron en las protestas ocurridas ese año en la facultad de Nanterre (Mouvement du 22 Mars) y en París (Mai 68).
Antes de dejar Nanterre para participar en una protesta más global, grafitearon unas consignas que posteriormente se usarían y se harían famosas: L'ennui est contre-révolutionnaire («El aburrimiento es contrarrevolucionario»), Le savoir n'est pas un bouillon de culture («El conocimiento no es caldo de cultivo»), Les syndicats sont des bordels. L'UNEF est une putain («Los sindicatos son burdeles. La UNEF es puta»), Ne travaillez jamais! («¡Nunca trabajes!»), Professeurs, vous êtes vieux... votre culture aussi («Profesores, ustedes son viejos ... su cultura también») y Prenez vos désirs pour la réalité («Toma tus deseos por la realidad»).